# Distrito electoral federal 12 de Nuevo León
El XII Distrito Electoral Federal de Nuevo León es uno de los 300 distritos electorales en los que se encuentra dividido el territorio de México para la elección de diputados federales y uno de los 12 que se han constituido en el estado de Nuevo León. Su cabecera es Ciudad Benito Juárez, localidad principal del municipio de Juárez.
Desde la distritación de 2024, ocupa el territorio de el municipio de Juárez

## Distritaciones anteriores

### Distritación 1978 - 1996
La mayoría de los municipios que actualmente conforman el  XII Distrito Electoral Federal de Nuevo León pertenecían al VI Distrito Electoral Federal de Nuevo León, solo dos estaban en otros distritos federales: Cadereyta Jiménez que formaba parte del XI Distrito Electoral Federal de Nuevo León y García que pertenecía al VII Distrito Electoral Federal de Nuevo León.

### Distritación 1996 - 2005
Los municipios que actualmente conforman el XII Distrito Electoral Federal de Nuevo León, durante este periodo pertenecían a tres distritos federales:
Anáhuac, Bustamante, García,  Lampazos de Naranjo y Mina formaban parte del I Distrito Electoral Federal de Nuevo León.
Abasolo, Agualeguas, Cadereyta Jiménez, El Carmen, Cerralvo, Ciénega de Flores, Doctor González, General Treviño, General Zuazua, Hidalgo, Higueras, Los Aldamas, Los Herreras, Los Ramones, Marín, Melchor Ocampo, Parás, Pesquería, Sabinas Hidalgo, Salinas Victoria, Vallecillo y Villaldama pertenecían al II Distrito Electoral Federal de Nuevo León.
Juárez formaba parte del IX Distrito Electoral Federal de Nuevo León.

### Distritación 2005 - 2017
Creado en la distritación de 2005, la primera distritación, ocupó toda la mitad norte del territorio del estado y lo forman los municipios: Abasolo, Agualeguas, Anáhuac, Bustamante, Cadereyta Jiménez, El Carmen, Cerralvo, Ciénega de Flores, Doctor González, García, General Treviño, General Zuazua, Hidalgo, Higueras, Juárez, Lampazos de Naranjo, Los Aldamas, Los Herreras, Los Ramones, Marín, Melchor Ocampo, Mina, Parás, Pesquería, Sabinas Hidalgo, Salinas Victoria, Vallecillo, Villaldama.

## Diputados por el distrito
| Diputado                        | Grupo parlamentario | Legislatura | Periodo     |
| ------------------------------- | ------------------- | ----------- | ----------- |
| Juan Manuel Parás González      |                     | LX          | 2006 - 2009 |
| Rogelio Cerda Pérez             |                     | LXI         | 2009 - 2012 |
| Pedro Pablo Treviño Villarreal  |                     | LXII        | 2012 - 2015 |
| Edgar Romo García               |                     | LXIII       | 2015 - 2018 |
| Sandra Paola González Castañeda |                     | LXIV        | 2018 - 2021 |
| José Luis Garza Ochoa           |                     | LXV         | 2021 -      |

## Resultados electorales

### 2018
|  | 12.13 % |

|  | 21.01 % |

|  | 1.10 % |

|  | 9.66 % |

|  | 8.29 % |

|  | 3.27 % |

|  | 31.05 % |

|  | 1.00 % |

|  | 1.03 % |

|  | 0.15 % |

|  | 3.25 % |

|  | 100.00 % |

### 2012
|  | 46.01 % |

|  | 31.21 % |

|  | 15.13 % |

|  | 04.55 % |

|  | 00.07 % |

|  | 03.03 % |

|  | 100.0 % |

|  | 62.19 % |

### 2009
|  | 47.10 % |

|  | 32.55 % |

|  | 07.35 % |

|  | 03.92 % |

|  | 03.20 % |

|  | 03.00 % |

|  | 00.29 % |

|  | 00.02 % |

|  | 02.57 % |

|  | 100.0 % |

|  | 56.59 % |

### 2006
|  | 41.21 % |

|  | 35.36 % |

|  | 13.33 % |

|  | 06.61 % |

|  | 00.78 % |

|  | 00.10 % |

|  | 02.61 % |

|  | 100.0 % |

|  | 60.09 % |